# جو فلاین
جو فلاین (انگلیسی: Joe Frail؛ ۲۹ مارس ۱۸۶۹ – ۴ سپتامبر ۱۹۳۹) بازیکن فوتبال اهل بریتانیا بود.
از باشگاه‌هایی که در آن بازی کرده‌است می‌توان به باشگاه فوتبال گلوسوپ نورث اند، باشگاه فوتبال دربی کانتی، باشگاه فوتبال لوتون تاون، باشگاه فوتبال استوک‌پورت کانتی، باشگاه فوتبال برنتفورد، باشگاه فوتبال میدلزبرو، باشگاه فوتبال پورت ویل، و باشگاه فوتبال چتم اشاره کرد.